# Briggen Gerda (1868)
Ska ej blandas ihop med ångsluparna S/S Gerda (1865) och S/S Gerda (1887)
 För repliken av Briggen Gerda, se Gerda Gefle
Gerda var en brigg, som sjösattes 1868 i Gävle. Hon blev den äldsta briggen i Europas handelsflotta och togs ur drift 1930 för att bli museifartyg i Gävle 1936. Hon sjönk 1951. En replika, Gerda Gefle, byggdes 1995–2003.
Gerda sjösattes den 28 oktober 1868 från Brodins varv i Gävle och hon blev klar på våren 1869. Men hon kom inte att ha Gävle som hemmahamn utan såldes till ett rederi i Mollösund. Den 8 juni 1869 lade Gerda ut från Gävle med en last av 82 ton stångjärn och 515 kubikmeter trävaror med destination Grimsby i Storbritannien. Hon hade en besättning på nio man, under befäl av skepparen Johan Thorbjörnsson. Alla i besättningen var från Orust, utom en med adress på Tjörn. 
Gerda såldes efter att Johan Thorbjörnsson gått iland 1887 till sjökapten Tobias Johansson från Mollösund. Hemmahamnen förblev därmed Mollösund och hon seglade i första hand på England, med pitprops i lasten. De efterföljande 60 åren gick hon med stångjärn, trä, lera, kalk och kol till hamnar i Sverige, Medelhavet och Storbritannien. Under den tiden bytte hon ägare flera gånger.
Gerda blev den äldsta briggen i Europas handelsflotta. Hon togs ur drift av sin sista ägare Pehr Ohlsson 1930. Han förstod vilket sjöhistoriskt värde hon hade, och sålde henne till Gestriklands Kulturhistoriska Förening i Gävle 1936, där hon blev museifartyg, från 1943 ägd av Gävle stad. Hon sjönk utanför Gävle Galvan under bogsering mot Fredriksskans 1951, för att 1959 sprängas och eldas upp.
Briggen Gerda var 36 meter lång och åtta meter bred.